# Costa dei Trabocchi
La Costa dei Trabocchi è un tratto del litorale Medio Adriatico abruzzese corrispondente alla maggior parte della costa della provincia di Chieti, il cui nome deriva dalla diffusa presenza sul litorale di trabocchi, antiche macchine da pesca su palafitta risalenti al XVIII secolo. Il tratto di costa attraversa ed include comuni come: Francavilla al Mare, Ortona, San Vito Chietino, Rocca San Giovanni, Fossacesia, Torino di Sangro, Casalbordino, Vasto, ed infine San Salvo.

## Geografia
La fascia costiera inizia a nord alla foce del fiume Foro (tra i comuni di Francavilla al Mare ed Ortona) e termina a sud alla foce del fiume Trigno, presentandosi variegata nell'aspetto, con tratti di spiaggia bassa e sabbiosa e tratti a ciottolame, spesso separati da falesie; la presenza dei trabocchi sulla costa tuttavia continua anche verso sud, per tutta la costa molisana fino al Gargano.
Il litorale si snoda tra vallate e colline che, terminando sul mare, danno vita a paesaggi e ambienti naturali di vario genere. L'impianto urbano del litorale non condivide i caratteri di continuità e linearità propri del cosiddetto sistema lineare adriatico (la lunga area metropolitana che si sviluppa in maniera più o meno continua da Rimini fino a Ortona), anche se fenomeni di speculazione edilizia e "francavillizzazione", ovvero la costruzione di edifici a ridosso della linea di costa che limitano l'accesso e visibilità del mare, come avvenuto a Francavilla al Mare, minacciano l'integrità dell'ambiente naturale.

## Storia

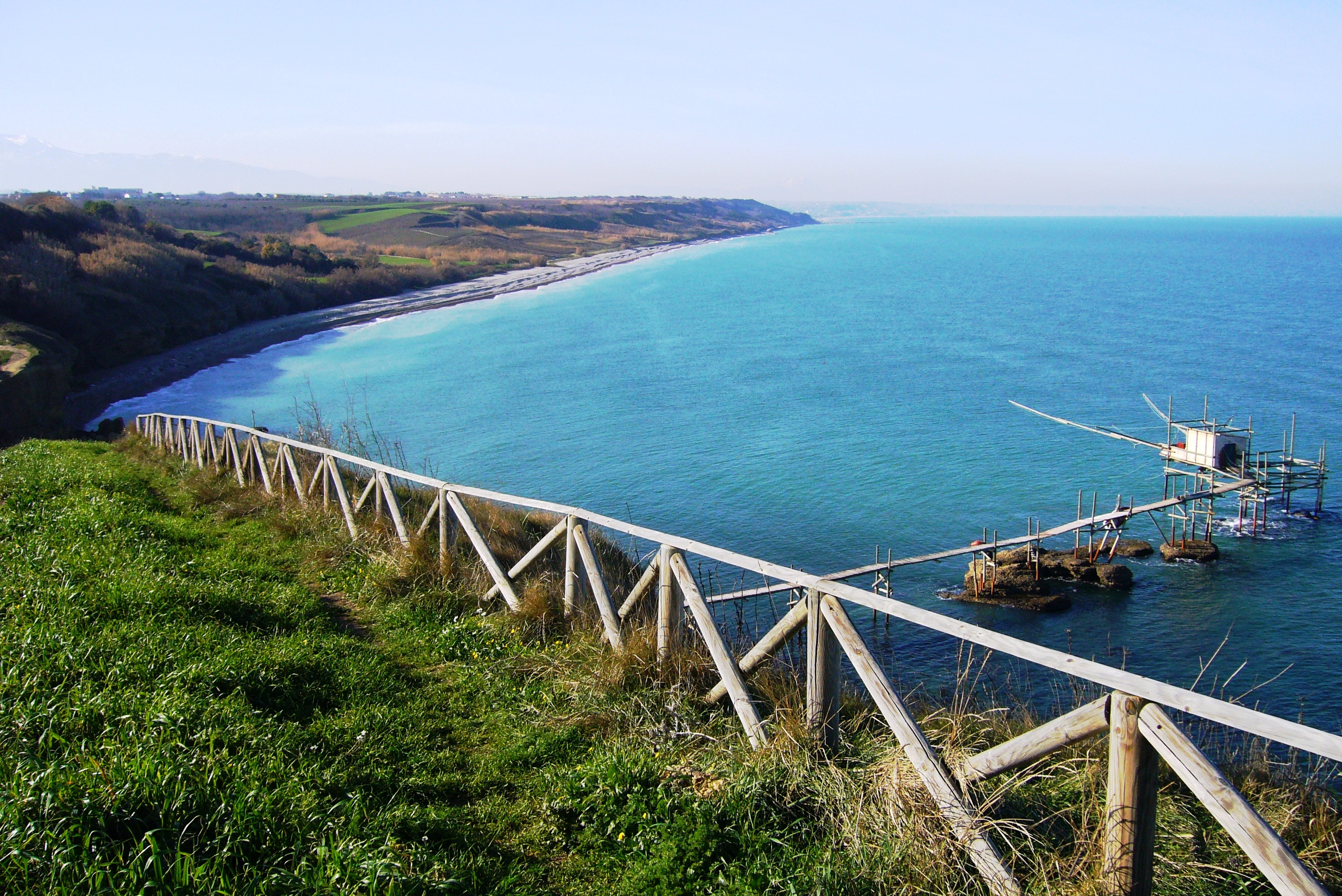
Trabocco Punta Aderci a Vasto

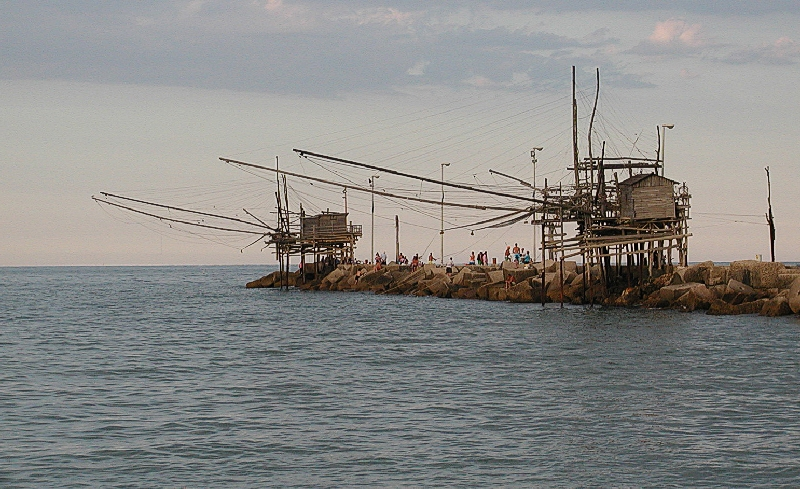
Trabocchi Vento di Scirocco e San Giacomo a San Vito Chietino

I trabocchi vennero realizzati dalla popolazione contadina del litorale per poter pescare banchi di pesce come alternativa alla pesca su barca, evitando le insidie del mare aperto.
Secondo alcuni studi, la mancanza di strade a lunga percorrenza lungo la costa adriatica portò alla realizzazione di impalcati per l'attracco di navi da cabotaggio impiegate nel trasporto dei prodotti della terra, verso i mercati della Dalmazia, del Regno di Napoli, dello Stato della Chiesa, dell'Austria e della Repubblica di Venezia, ed era onere delle locali autorità feudali o della borghesia terriera costruire e mantenere queste strutture, come risulta dagli atti degli erari dell'Abbazia di San Giovanni in Venere, conforme la storiografia ufficiale.
Tra tutti, Alessandra Bulgarelli Lukacs, studiosa dell'Università Federico II di Napoli, la quale sostiene che la costa abruzzese, tra il Sangro e Ortona, era punteggiata di queste strutture dette caricatoi-scaricatoi in grado di ospitare piccolo naviglio di uso cabotiero. È questo dunque lo scenario da cui emerge e prende corpo il trabocco, che noi conosciamo. L'occasione è data dal progetto di deforestazione e dissodamento di terreni, tra S. Fino e Vallevò, a partire dalla metà del Settecento. Nel corso di tali operazioni venivano realizzate impalcature in legno, per consentire il carico del materiale legnoso sulle navi da cabotaggio veneziane. Tali strutture furono realizzate nei punti in cui la costa presentava scogli affioranti con acque profonde sufficientemente per consentire la navigazione alle suddette imbarcazioni, tra Punta della Schiavonesca e Punta Malvò. Esattamente a Punta de' Mazziotti, in una piantina di metà Ottocento, risulta collocato il «2° trabocco». A conclusione di tali operazioni forestali i coloni protagonisti, insediatisi definitivamente con le loro famiglie sulle terre ricevute, parte in proprietà e parte in colonia perpetua, pensarono di adattare e recuperare tali "imposti", utilizzandoli nella pesca dei periodi morti della lavorazione dei campi. Si distinsero in tali operazioni, secondo fonti scritte, coloni identificati a mezzo patronimici tra cui "Jacobo Antonio" che intorno al 1750 diede origine al cognome Virì. Tali coloni, provenienti dalla Dalmazia parecchi secoli prima, erano insediati, secondo la cartina antica Igm n. 7, in località S. Fino dove è riportato il toponimo "Masseria Vrì", da cui "Virì" e infine Verì. L'intento e le fatiche di tali coloni pare abbiano prodotto i risultati sperati, se le stesse strutture furono poi ripensate, consolidate e migliorate, grazie all'esperienza acquisita nel tempo e all'impiego di materiale ferroso abbandonato dalle maestranze addette alla costruzione della vicina strada ferrata. I trabocchi, dunque, sarebbero nati da strutture create, secondo tradizione antica, per dare sbocco alle attività economiche del territorio, cui i coloni protagonisti di quella stagione agro-silvana seppero dare, in definitiva, una diversa e utile destinazione, impedendone la distruzione al mare, tramandando così ai posteri un patrimonio culturale e morale di inestimabile bellezza, insieme a una tradizione che ancora oggi continua ad arricchirsi di senso, essendo diventata identitaria di tutta la costa e soprattutto della comunità territoriale. Nel 1889 Gabriele D'Annunzio affittò una villa presso San Vito Chietino, rimanendo colpito dai trabocchi, in particolare dal trabocco Turchino, che descrisse nel romanzo Il trionfo della morte (1894).

## Luoghi d'interesse
(Gabriele D'Annunzio da Il trionfo della morte)
- Torre Mucchia - nella località omonima nel comune di Ortona, è una torre di avvistamento del XVI secolo, a pianta quadrata.
- Castello Aragonese: si trova sul promontorio di Ortona, rivolto verso il mare.
- Cimitero militare canadese di Ortona: costruito nel 1945-46 in località San Donato, ospita i sepolcri dei soldati canadesi caduti durante la battaglia di Ortona, combattuta il 21-28 dicembre 1943. Il cimitero è introdotto dalla cappella di San Donato, e si affaccia, attraverso una pineta della località Acquabella, sul mare Adriatico.Punta Aderci

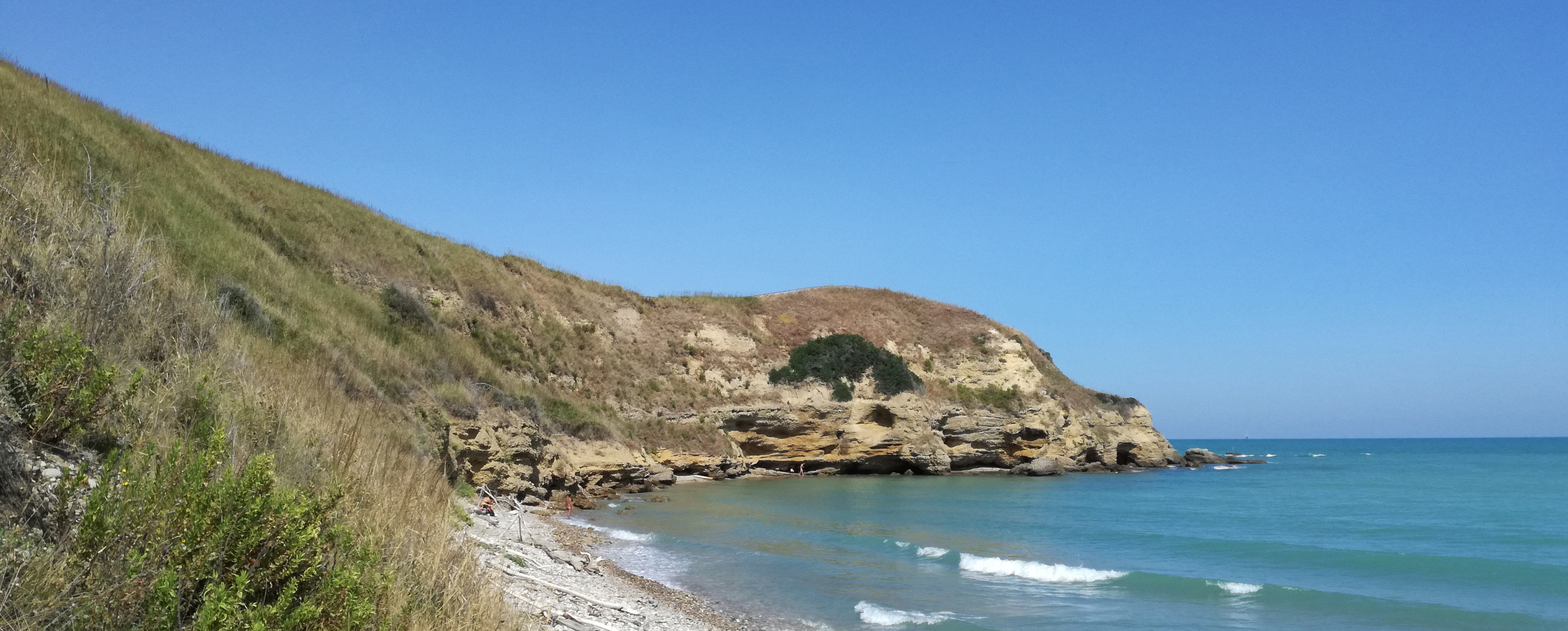
Punta Aderci

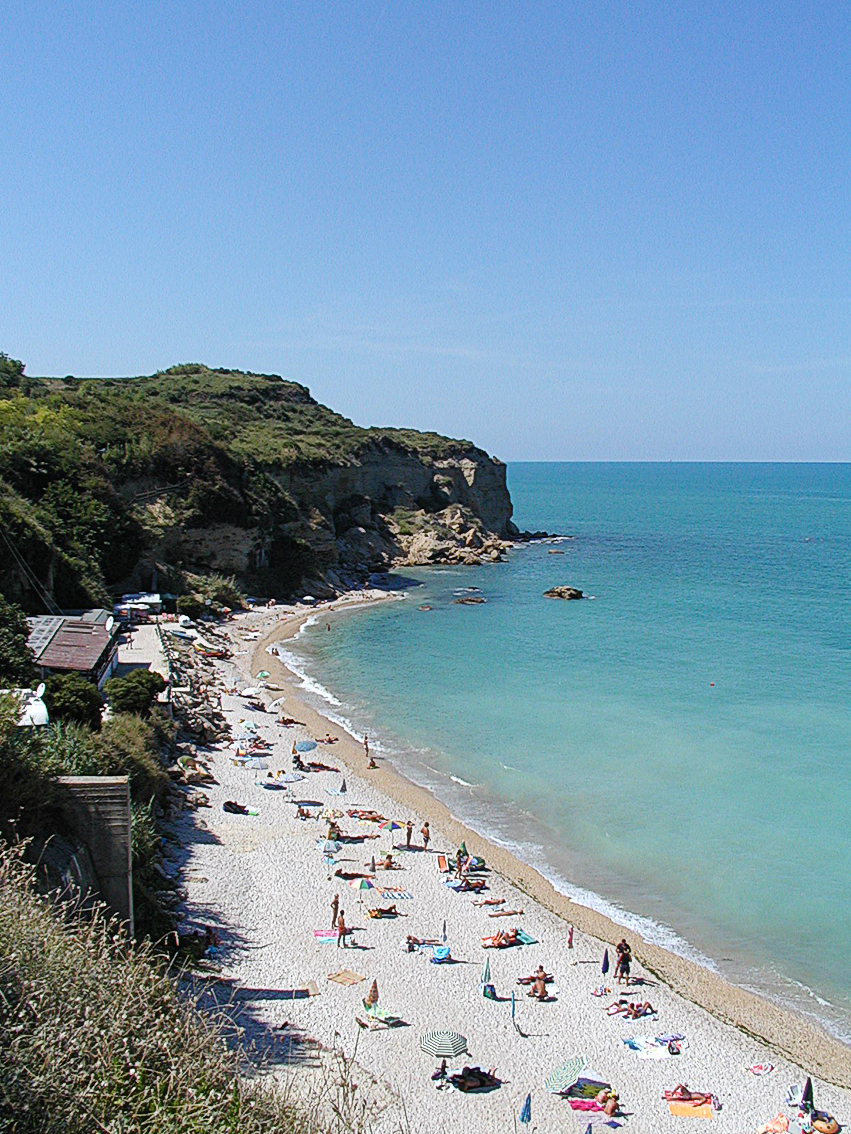
Spiaggia dei Ripari di Giobbe a Ortona

- Torre del Moro e resi della basilica di San Marco: situati a ridosso del fiume Moro, poco lontano da San Donato, la torre è stata realizzata nel XVI secolo per controllare l'accesso da possibili attacchi pirateschi, dopo i danni del 1943, oggi è quasi completamente crollata. Lo stesso può dirsi della vicina basilica benedettina, antica quanto l'abbazia di Santo Stefano in Rivomaris. Di essa, si presume intatta sino all'attacco turco del 1566, si conservano le mura perimetrali, e le basi di colonne delle tre navate.

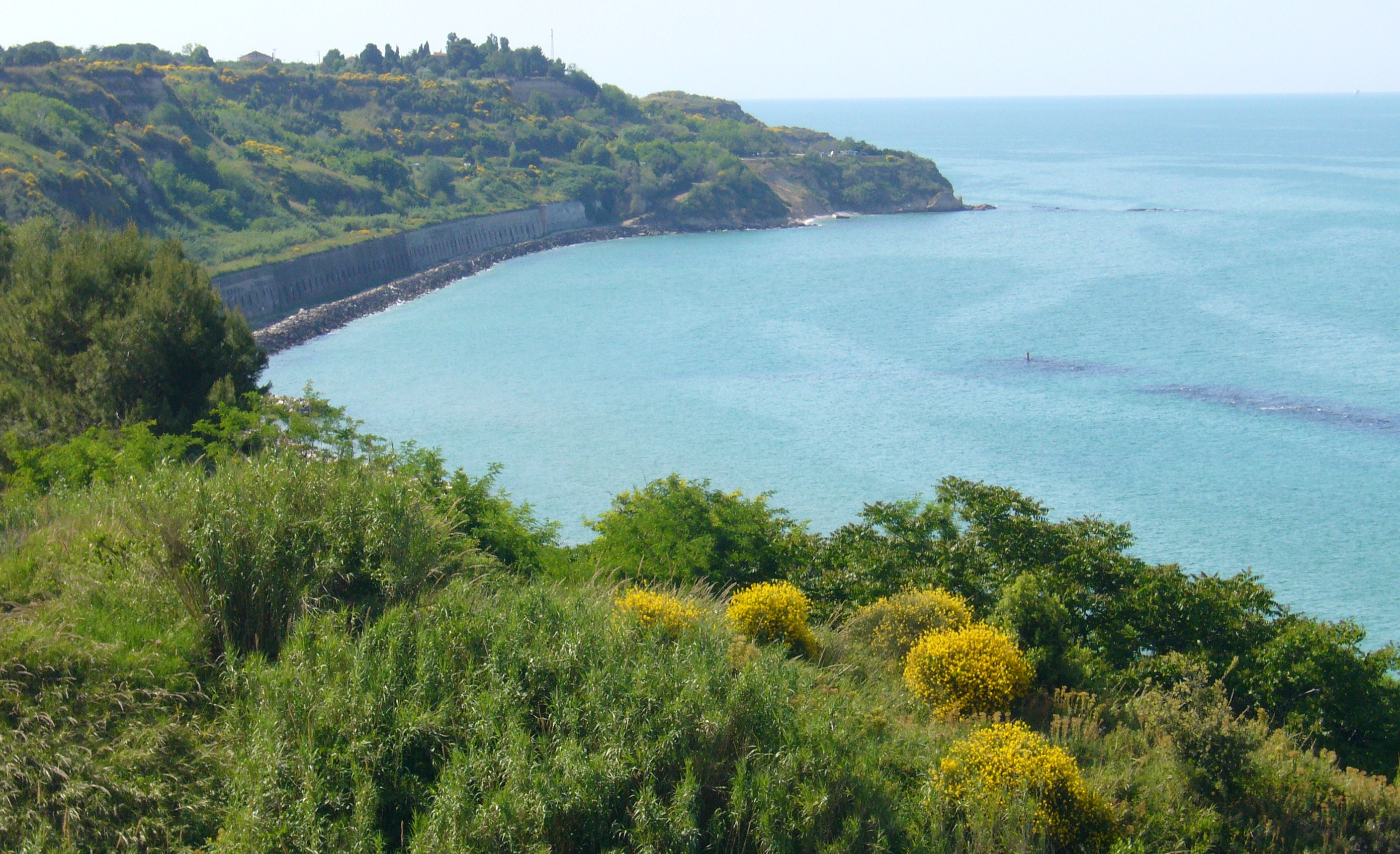
Punta Ferruccio

- Punta FerruccioRuderi dell'antico Porto di San Vito (Murata Alta) e chiesa di Santa Maria del Porto: si trova nella Marina di San Vito, i ruderi del porto romano, con fondaci medievali, si trovano in via Lungomare di Gualdo, riscoperti e dotati di segnaletica esplicativa. La chiesa è la parrocchia della frazione Marina, realizzata nei primi anni del Novecento, con interventi negli anni cinquanta, e si mostra in stile misto, di cui prevale il neo romanico.
- Villa Carabba ed Eremo Dannunziano: la prima è una storica villa della famiglia lancianese Carabba, fatta costruire nel tardo Ottocento in stile moresco Liberty, che ancora oggi si conserva nello stile originario, con le finestre all'arabesca; l'eremo si trova in località San Fino, ed è una casa di campagna ottocentesca, dove nel 1889 soggiornò il poeta Gabriele D'Annunzio con l'amante Barbara Leoni, ivi seppellita.
- Centro di Documentazione sulla Costa dei Trabocchi: centro visitatori situato in contrada Vallevò di Rocca San Giovanni.
- Abbazia di San Giovanni in Venere

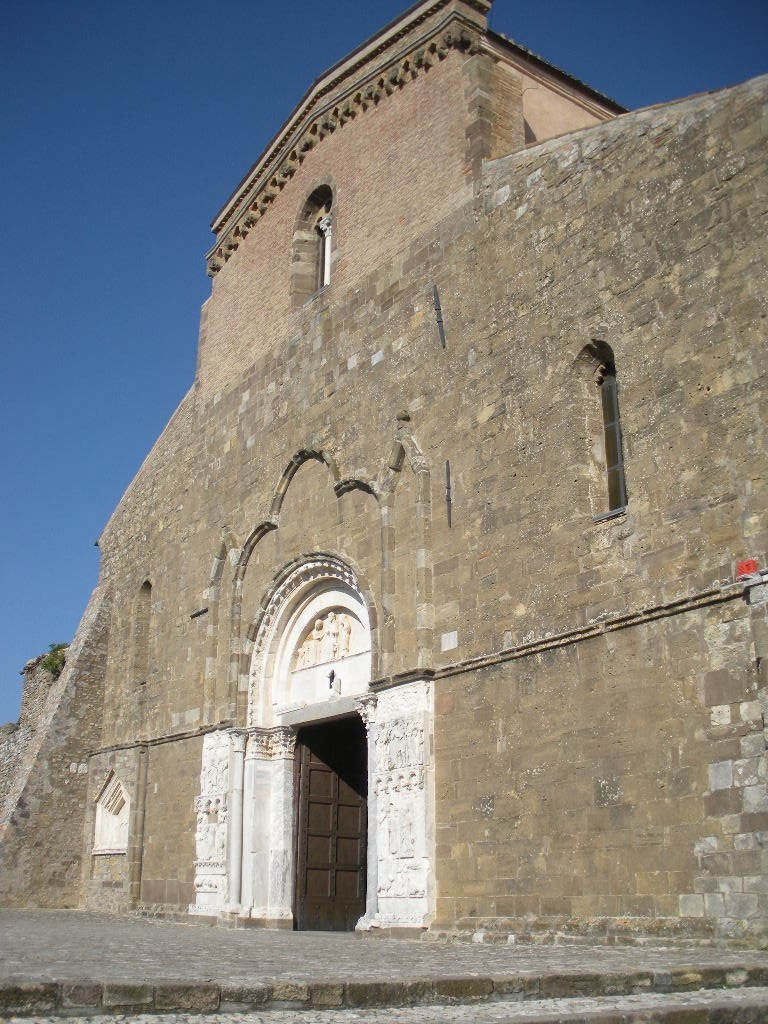
San Giovanni in Venere

La chiesa risale al VII secolo, costruita sopra un tempio di Venere, che si affacciava sul promontorio estremo verso la costa. Successivamente è stata ampliata nel XII secolo dall'abate Oderisio, e distrutta dalle invasioni turche nel XVI secolo, tanto che l'interno dovette essere rifatto, ripristinato nello stile semplice romanico solo negli anni 1950. L'abbazia, come citato nel 1173 dalla bolla di Alessandro III, era una delle più importanti dell'ordine benedettino della costa abruzzese, insieme alla coeva Santo Stefano in Rivomaris (Casalbordino), e mantenne il prestigio sino al XVII secolo. Si presenta in stile romanico di derivazione orientale, per lo più siciliana, per quanto concerne i rilievi a motivi geometrici delle tre absidi semicircolari, volte verso il mare. L'abbazia ha pianta rettangolare con la facciata a salienti, decorata dal "Portale della Luna", in pietra bianca e marmi di diversa derivazione (per lo più materiale di spoglio del vecchio tempio romano), con rilievi delle storie della Genesi e la "Deesis" sulla lunetta, un altro portale a tutto sesto è posto sul fianco volto nell'entroterra, il campanile era una torre, ma oggi si presenta in un rifacimento posticcio; oltre l'ingresso, si trova verso il mare il chiostro porticato quadrangolare, cinto da mura, e la casa dell'abate. L'interno si conserva abbastanza fedelmente, diviso in tre navate da pilastri quadrati, di eccellente è la cripta sotterranea, realizzata con le colonne del tempio romano, e presso le tre absidi si conservano degli affreschi giotteschi e quattrocenteschi, come la Crocifissione, e la Madonna col Bambino tra santi.
Si trova nella località Santo Stefano nel comune di Casalbordino, vicino alla costa. Fu costruita nel VI secolo, e restaurata nel XII. A causa della distruzione turca nel XVI secolo, la chiesa è rimasta abbandonata, e oggi sopravvivono due pezzi di mura e la parte dell'abside.
- Basilica della Madonna dei Miracoli: si trova nella località Miracoli di Casalbordino. Fu costruita nel XVI secolo come cappella, in seguito a un'apparizione mariana a un contadino nel 1576. Dopo che nel campo fuori Casalbordino, secondo la leggenda, si era abbattuta una grandinata, il contadino corse per constatare i danni, vedendo però la Madonna che ordinò la costruzione di una cappella.

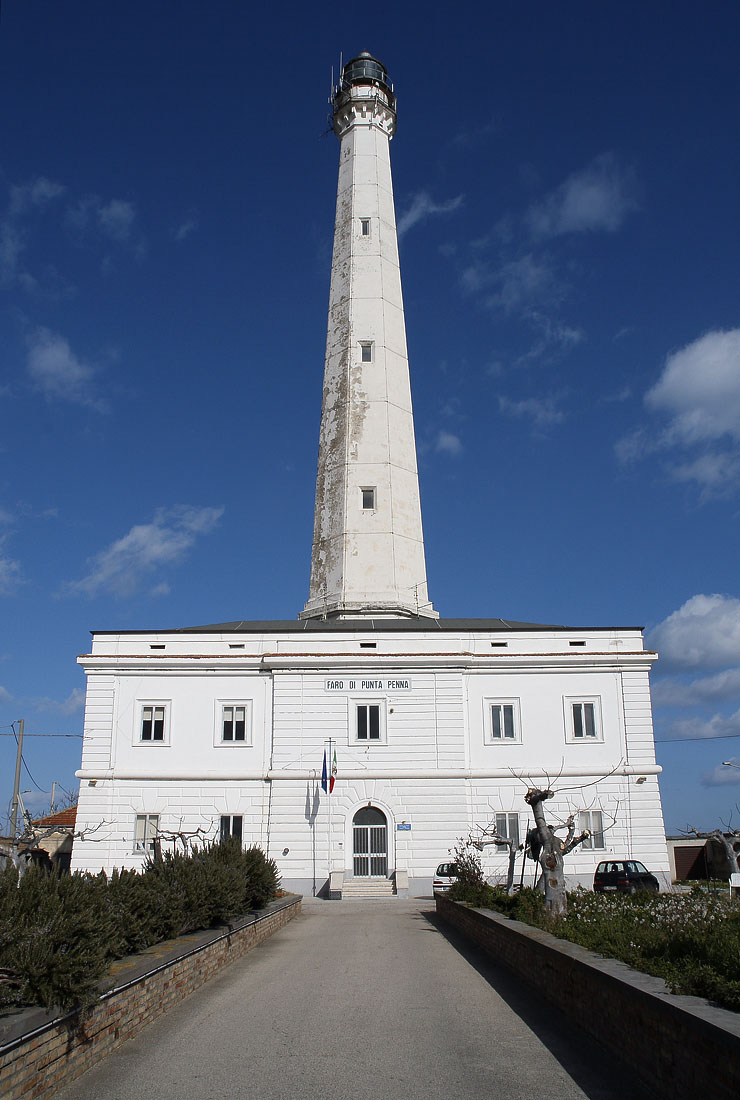
Faro di Punta Penna

- Faro di Punta Penna: presso il porto di Vasto si trova il faro di Punta Penna.Faro di Punta Penna Alto 70 metri, è il secondo faro più alto d'Italia.[8][9][10] Costruito originariamente nel 1906, venne distrutto nel 1944 durante la guerra. Ricostruito successivamente con aspetto simile all'originale su progetto di Olindo Tarcione, si presenta attualmente come una slanciata costruzione in muratura in forma di torre, avente base in un centro di controllo, usato in passato come sede della capitaneria di porto, successivamente trasferita in altra sede. Nelle vicinanze del faro si trova la neogotica chiesetta di Santa Maria di Pennaluce. Proseguendo lungo la strada adiacente troviamo, collocata su un promontorio che domina il porto sottostante, la cinquecentesca Torre di Punta Penna, costruita per volere di Carlo V per contrastare le invasioni turche.

- Chiesa di Santa Maria Stella Maris: prima chiesa della contrada Vasto Marina, è in stile neogotico, completata nel 1903. Nei pressi si trova la Villa Marchesani, i cui proprietari vollero l'edificazione della chiesa. Dal 1940 al 1943 la villa ospitò il campo di prigionia di prigionieri ebrei, slavi e dissidenti politici, come ricorda una lapide a muro.
- Parrocchia della Resurrezione di Nostro Signore: è la chiesa principale di San Salvo Marina, in stile moderno, caratterizzata da uno slanciato campanile a cuspide.

### Il promontorio dannunziano di San Vito
((Gabriele D'Annunzio, da una lettera a Barbara Leoni))

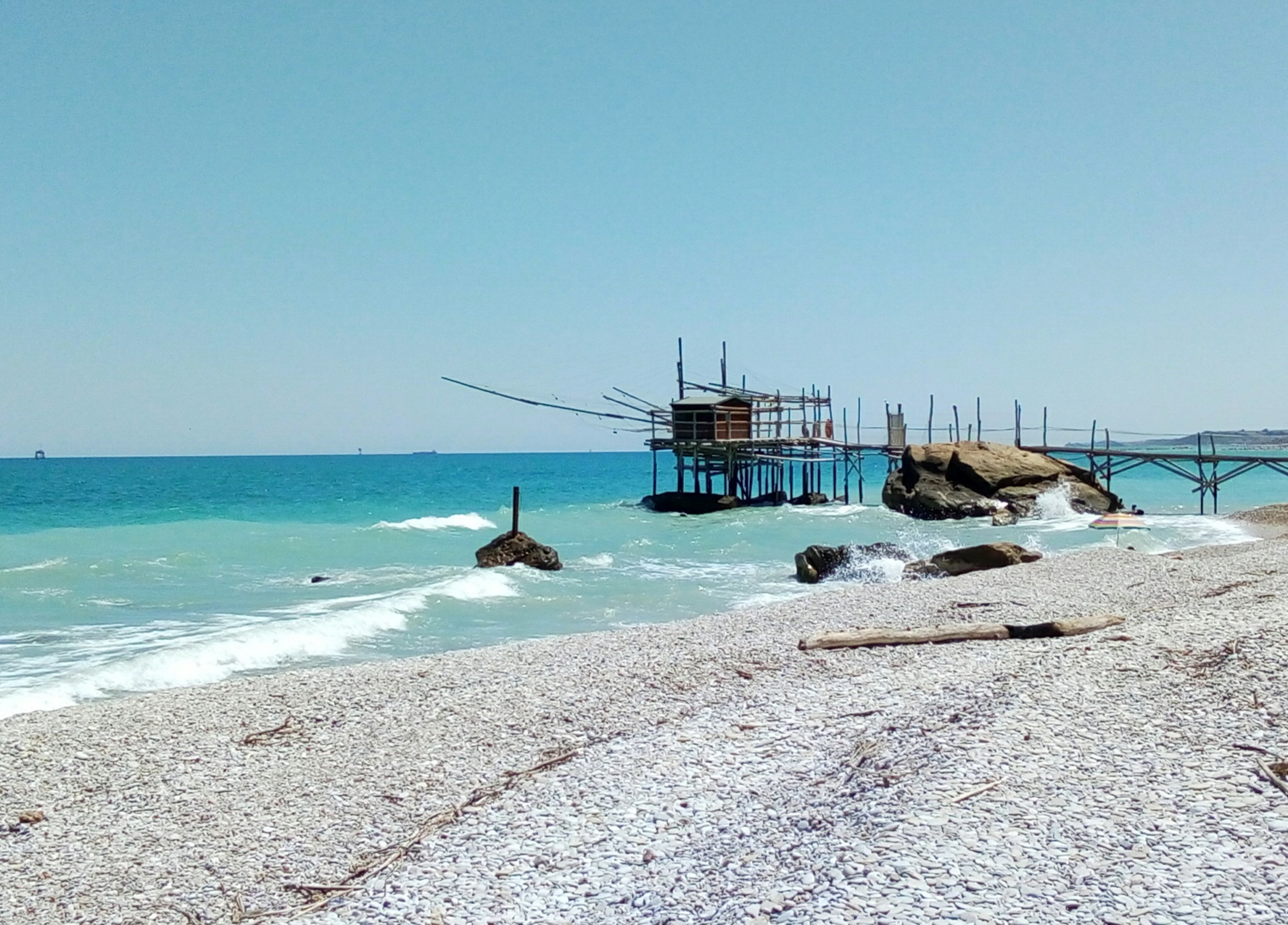
Trabocco di Punta Le Morge a Torino di Sangro

La cittadina marittima di San Vito Chietino è nota perché nel tratto della Costa dei Trabocchi, nella località delle Portelle, a metà strada tra il centro e Fossacesia, vi è un eremo dove nell'Ottocento vi fu costruita una casa da pescatori, che Gabriele D'Annunzio nel 1889 acquistò e ristrutturò per il suo soggiorno personale assieme all'amante Barbara Leoni.
La casa e l'eremo tutto è chiamata eremo dannunziano, o promontorio dannunziano, e oggi è un museo privato. Dallo stile architettonico pare essere un tipico edificio dell'architettura rurale ottocentesca abruzzese. La parte dell'edificio utilizzata dal poeta non presenta elementi di degrado. La pianta è a base quadrata. La facciata sulla piazza è su due livelli con elementi in stile neomedievale lombardo. Al piano terra vi è un porticato che segue il piano superiore di cui la parte centrale della facciata è avanzata al resto dell'edificio. Ai lati vi sono due fornici. Il fronte è in arenaria. 
D'Annunzio vi ambientò anche una parte del suo romanzo Il trionfo della morte (1894), in cui il protagonista Giorgio Aurispa giunge nel piccolo borgo sanvitese assieme all'amante Ippolita.
Reduce dalla delusione nel paese di Guardiagrele della scoperta della rovina finanziaria della propria nobile famiglia, Giorgio cerca riposo nel mare, e studia il Così parlò Zarathustra di Nietzsche, apprendendo la filosofia del superuomo. Giorgio tuttavia non riesce a fondere il suo pensiero naturalistico e quello superoministico dirompente, e ne fa esperienza dapprima assistendo a scene di superstizione popolare a San Vito, quando si teme che una bambina venga rapita di notte dalle streghe, e quando un ragazzino viene trovato affogato nel mare dalla madre; e poi recandosi in pellegrinaggio nel vicino paese di Casalbordino. Lì, nel santuario della Madonna dei Miracoli, Giorgio Aurispa viene travolto dall'orrore della superstizione dei contadini locali, che si abbassano agli stati più miserevoli, riducendosi a larve, per ottenere il miracolo della Madonna. Oggi sul promontorio sono sorti ristoranti dedicati al poeta di Pescara, e anche un parco pubblico con belvedere, dov'è sepolta l'amante di d'Annunzio, Barbara Leoni.

## Attualità

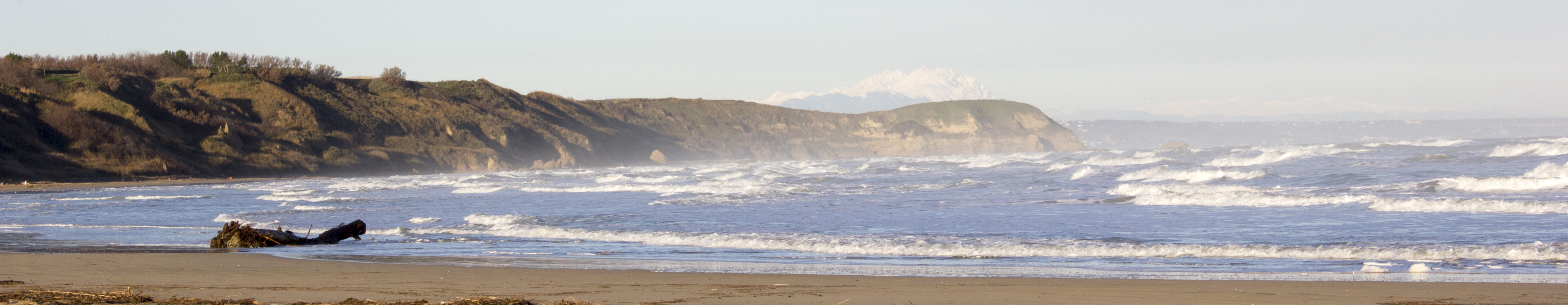
La spiaggia di Punta Penna e, sullo sfondo, Punta Aderci

Diversi progetti di sfruttamento delle risorse petrolifere in Adriatico hanno coinvolto la zona, fra i quali il cosiddetto centro oli, ovvero un impianto di deidrosolforazione del petrolio greggio, progettato dall'Eni.
La legge regionale n. 14 del 2009 ha sospeso la costruzione del centro, ma molte compagnie hanno presentato progetti per la realizzazione di piattaforme marine per l'estrazione e la lavorazione del petrolio, non interessate da tale legge.

### Ciclovia Adriatica
Nel 2004, in seguito alla dismissione del vecchio tracciato della Ferroviaria adriatica tra Ortona e Vasto, costruito alla fine del XIX secolo a ridosso della costa e sostituito da una nuova tratta più all'interno e per lo più in galleria, sono iniziati i lavori di riconversione dell'intero tracciato in una pista ciclabile rientrante nel più vasto progetto della Ciclovia Adriatica. La cosiddetta ciclovia (o via verde) dei trabocchi, che si articola anche in percorsi più interni dell'ex tracciato ferroviario litoraneo, è stata costruita in molti tratti del lungo litorale, e nonostante numerosi ritardi che hanno caratterizzato i lavori nel corso degli anni, è previsto dalla provincia di Chieti che l'intera opera tra Francavilla al Mare e Vasto sia completa entro il 2023. Il tratto Ortona-Fossacesia è stato scelto come partenza del Giro d'Italia 2023.

### Marchio
Il 14 Aprile 2025, al fine di incentivare, promuovere e pubblicizzare il settore turistico in questo tratto di costa, la regione Abruzzo e vari enti tra cui la Camera di Commercio-Chieti Pescara hanno creato un marchio di riconoscimento, a cui tutte le imprese del comprensorio possono aderire per fare sistema e pubblicizzare i prodotti della costa stessa.